# Черватюк Ніна Володимирівна
Ні́на Володи́мирівна Черватю́к (1937, село Жеребки, тепер село Підгірне Старокостянтинівського району Хмельницької області — ?) — українська радянська діячка, новатор сільськогосподарського виробництва, завідувач ферми колгоспу імені Ілліча Старокостянтинівського району Хмельницької області. Депутат Верховної Ради УРСР 6-го скликання.

## Біографія
Народилася у селянській родині. Закінчила семирічну школу в селі Жеребках Старокостянтинівського району. У 1956 році закінчила Новоселицький зооветеринарний технікум Старокостянтинівського району Хмельницької області.
У 1956—1960 роках — зоотехнік колгоспу імені Ілліча Старокостянтинівського району Хмельницької області.
З 1960 року — завідувач тваринницької ферми колгоспу імені Ілліча села Жеребки (з 1966 року — Підгірного) Старокостянтинівського району Хмельницької області.

## Нагороди
- Орден Леніна (1966)